# Ordes de Cadonh i Dalon
L'Orde de Cadonh o Orde de la Gran Selva (en llatí Ordo Caduini) i l’Orde de Dalon, foren dos ordes monàstics fundats el 1114 com a reforma de l'Orde de Sant Benet, formats pels monestirs dependents, respectivament, de l'Abadia de Cadonh (Dordonya, Aquitània) i l'Abadia de Dalon (Sent Trían, Dordonya). Els dos foren fundats per Gerard de Sales. El primer va subsistir fins al 1160, quan els últims monestirs de l'orde, com Vieux Châtelliers, s'integraren a l'Orde del Cister, procés que havia començat el 1119, quan Cadonh mateix ho va fer. Tots els monestirs de l’Orde de Dalon passaren al Cister en 1162.

## Fundació
Gerard de Sales, desitjós de fer vida eremítica, es va retirar com a eremita al bosc de Dalon (Sent Trían, Dordonya). Al voltant seu s'aplegaren deixebles que el volien i imitar; amb ells, en 1113 va fundar a Lo Boisson de Cadonh una primera comunitat (l'abadia de Cadonh, però, no es fundaria fins al 1115) i en 1114, a Dalon (Sent Trían, Llemosí), en unes terres donades per Gerard i Golferid de Lastours i amb l'ajut i la direcció espiritual de Robert d'Arbrissel, que després fundaria l'Orde de Fontevrault, l'abadia de Dalon. Va posar les dues comunitats sota la Regla de Sant Benet amb el rigor i la disciplina originals, que considerava que s'havien perdut. Era una actitud similar a la que havia portat, quinze anys abans, a la fundació de l'orde cistercenc, que Gerard prengué com a model.
A partir de Cadonh i Dalon, Gerard continuà fundant altres comunitats monàstiques amb el mateix estil de vida, constituint una congregació que fou coneguda com a Orde de Cadonh. De fet, es pot parlar de dues congregacions formades per les fundacions de Cadonh i Dalon, respectivament.
Bernat de Claravall visità el fundador a la Gran Selva i en digué que "governava els seus religiosos meravellosament, amb les seves paraules i exemples. No tenien cap regla escrita, sinó la vida santa i admirable de Gerard que era llur regla viva i animada, en la solitud de Dalon."
A partir de la mort de Gerard, els monestirs de la congregació van anar integrant-se a l'obediència cistercenca, principalment a les abadies de Pontigny i Claravall. El procés havia començat en 1119, quan Cadonh va passar a dependre de Claravall; progressivament, altres van fer el mateix: la Gran Selva cap al 1050 (la tradició diu que en 1045), Vieux Châtelliers, on havia mort Gerard de Sales, en 1160. Dalon i els seus priorats s’adheriren a Pontigny en 1162.

## Orde de Cadonh
En 1119 l'abadia de Cadonh, casa mare de la congregació, fou la primera a integrar-se a l'Orde del Cister, que llavors només comptava amb l'abadia de Cîteaux i els priorats que aquesta havia fundat.

### Algunes abadies de l'orde
- 1113: Notre-Dame de l'Assomption du Bournet (Courgeac, Charente, integrada al Cister en 1125)
- 1114: abadia de la Gran Selva (en 1145)
- 1115: abadia de Cadonh (en 1119)
- 1119: abadia des Châtelliers (en 1160)
- 1120: abadia de Le Pin (en 1141)

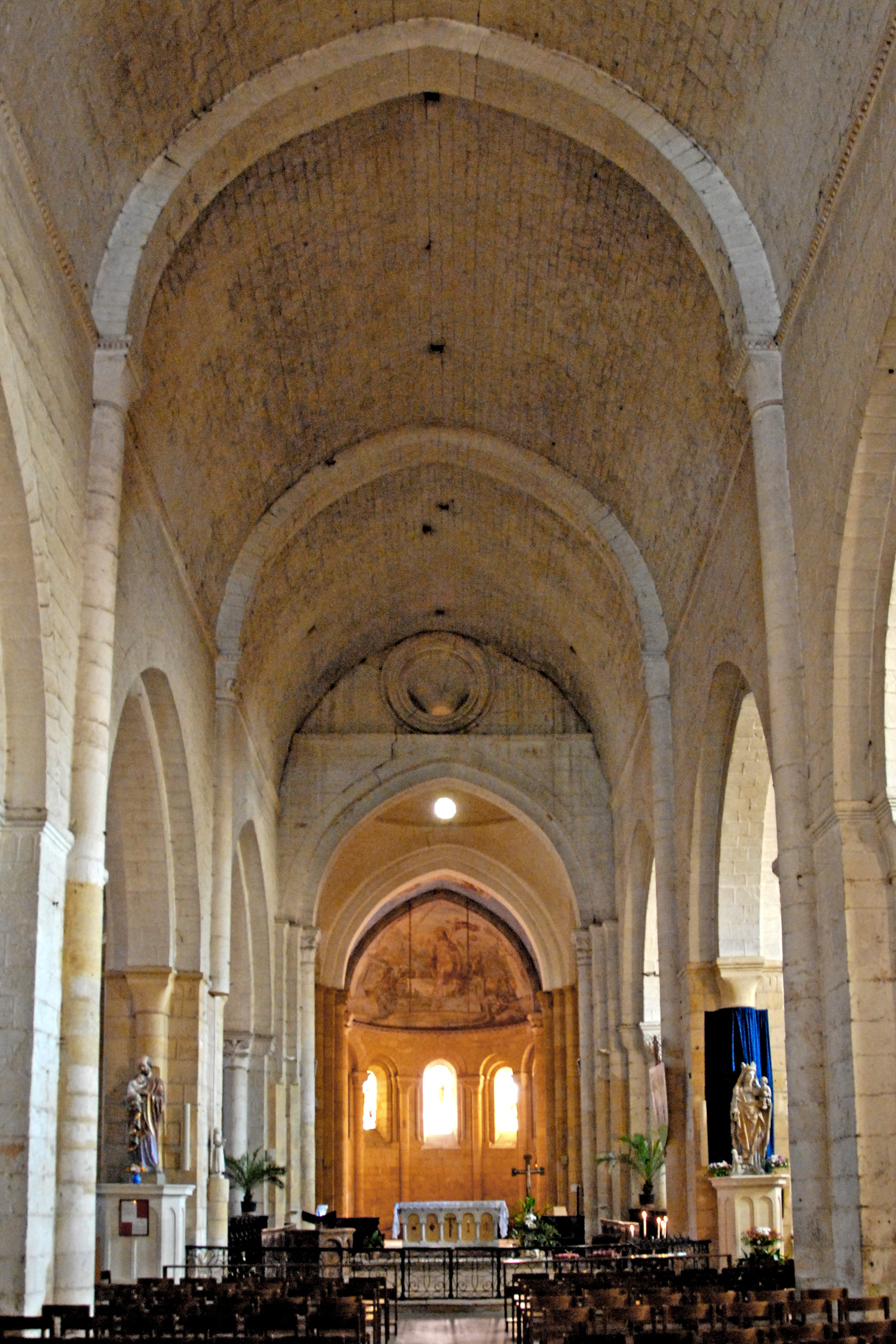
Interior de Cadonh
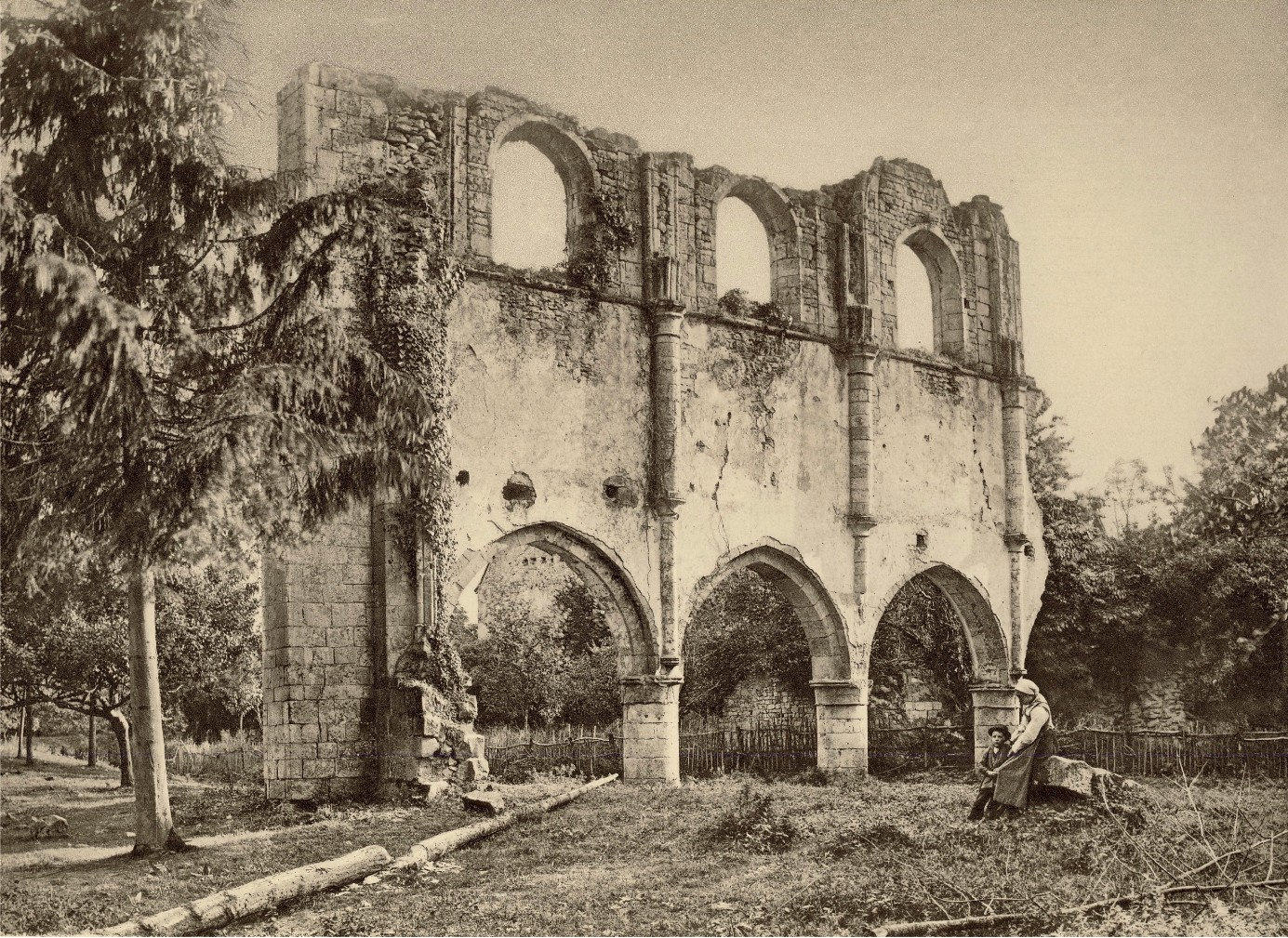
Abadia de Châtelliers en 1889

## Orde de Dalon
L’abadia de Dalon havia estat fundada per Gerard en 1114. En morir, el bisbe Eustorgi de Llemotges presidí en 1120 l'elecció del nou abat, que fou l'eremita Roger de Dalon. Sota el seu abadiat, l’abadia fundà sis priorats.
En morir Roger (el 30 d’abril de 1159), els monjos de Dalon demanaren als cistercencs de Pontigny que els enviessin monjos instructors. En 1162, poc després d’haver elegit el tercer abat, Ameli, Dalon s’adherí a Pontigny i l’Orde del Cister, amb tots els seus priorats i dependències.
Els priorats eren (la majoria són al Llemosí):
- Bon Leuc (Bonlieu), a Peirat la Noniera, fundat en 1121
- Bœuil, a Vairac, 1123
- Loc-Dieu, a Marcièl, 1134
- Le Palais Notre-Dame (Bourganeuf, Thauron), 1134
- Aubignac (Saint-Sébastien (Cruesa)), 1138
- St Léonard des Chaumes, annex de Boeuil, a Dompierre, 1139
- Prat Benesit (Pré-Benoît), a Bétête, 1140

A més, tenia una dotzena de granges al Perigús i el petit priorat de Sant Blai a Milhac de Nontron.